# Rio Tinto Group
Rio Tinto Group er et britisk-australsk multinationalt mineselskab. Virksomheden blev etableret i 1873, da en gruppe investorer købte et minekompleks ved Rio Tinto-floden i Minas de Riotinto i Huelvaprovinsen, Spanien. Rio Tinto Group har en lang historie med fusioner og opkøb og udvinder i dag mineraler som aluminium, bauxit, molybdæn, jern, kobber, uran og diamant. Koncernes hovedkontorer er i London (global og "plc") og Melbourne ("Limited" Australien).
Rio Tinto er en dobbeltnoteret virksomhed på London Stock Exchange (plc) og på Australian Securities Exchange (limited). Rio Tinto plc handles også på New York Stock Exchange.